# Robert Molle

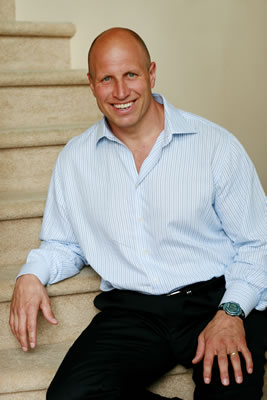
Robert Molle im Jahr 2011

Robert „Bob“ Molle (* 23. September 1962 in Saskatoon, Saskatchewan) ist ein ehemaliger kanadischer Ringer, Canadian-Football-Spieler und derzeitiger Ringertrainer.

## Werdegang
Bob Molle begann als Jugendlicher an der Even Hardy High School in Saskatoon mit dem Ringen. Nach dem Übertritt an die Simon Fraser University in Burnaby, British Columbia, setzte er dort das Ringen fort, betätigte sich aber auch als Canadian-Football-Spieler und als Triathlet. Am erfolgreichsten war er dabei, trainiert von Mike Jones, als Ringer. Im Jahr 1983 gewann er bei den Pan American Games in Caracas eine Bronzemedaille im freien Stil im Superschwergewicht und bei den Olympischen Spielen 1984 in Los Angeles nutzte er die Gunst der Stunde und gewann hinter dem überragenden US-Amerikaner Bruce Baumgartner die Silbermedaille im Superschwergewicht.
Nach diesen Olympischen Spielen rang er zwar auf nationaler Ebene noch einige Jahre weiter, konzentrierte sich aber in erster Linie auf seine Profilaufbahn als Canadian-Football-Spieler. Er spielte acht Jahre lang bei den Winnipeg „Blue Bombers“ und gewann mit dieser Mannschaft 1988 und 1990 die kanadische Meisterschaft.
Kanadischer Meister im Ringen wurde er 1983, 1984, 1985 und 1987 im Superschwergewicht, freier Stil.
Ab 1991 war Bob Molle Ringertrainer beim Manitoba Wrestling Club.

## Internationale Erfolge
(OS = Olympische Spiele, WM = Weltmeisterschaft, F = Freistil, SS = Superschwergewicht, damals von 100 kg bis 130 kg Körpergewicht)
- 1980, 4. Platz, Junioren-Weltmeisterschaft in Colorado Springs, F, bis 87 kg Körpergewicht, hinter Kahlan O’Hara, USA, Frans Pouw, Niederlande und Hideo Sato, Japan;

- 1983, 3. Platz, Pan American Games in Caracas, F, SS, hinter Cándido Mesa, Kuba und Bruce Baumgartner, USA;

- 1983, 5. Platz, WM in Kiew, F, SS, hinter Salman Chassimikow, Sowjetunion, Adam Sandurski, Polen, Bruce Baumgartner und Peter Iwanow, Bulgarien und vor Andreas Schröder, DDR;

- 1984, Silbermedaille, OS in Los Angeles, F, SS, hinter Bruce Baumgartner und vor Ayhan Taşkın, Türkei, Hassan El-Hadad, Ägypten, Mamadou Sakho, Senegal und Vasile Andrei, Rumänien